# Burns, Wisconsin
Burns là một thị trấn thuộc quận La Crosse, tiểu bang Wisconsin, Hoa Kỳ. Năm 2010, dân số của thị trấn này là 926 người.